# Чубинидзе, Михаил Дмитриевич
Михаил Дмитриевич Чубинидзе (груз. მიხეილ დიმიტრის ძე ჩუბინიძე; 1910—2006) — грузинский, советский актёр театра и кино, театральный режиссёр. Народный артист СССР (1982).

## Биография
Михаил Чубинидзе родился 28 февраля 1910 года (по другим источникам — 2 февраля) в Тифлисе (ныне — Тбилиси).
В 1930—1936 годах работал в Чиатурском грузинском театре им. А. Церетели, затем в Горийском драматическом театре им. Г. Эристави и Потийском драматическом театре им. В. Гуниа.
С 1945 года играл на сцене Абхазского драматического театра им. С. Чанба (Сухуми).
Ставил в театре спектакли. Снимался в кино.
Скончался в марте 2006 года в Тбилиси. Похоронен на Сабурталинском кладбище Тбилиси.

## Звания и награды
- Народный артист Абхазской АССР.
- Народный артист Грузинской ССР (1958)[1].
- Народный артист СССР (1982).
- Орден Чести (Грузия) (1998)[2].

## Творчество

### Роли в театре
- «Отелло» У. Шекспира — Отелло
- «Бесприданница» А. Островского — Кнуров
- «Последняя жертва» А. Островского — Прибытков
- «Фландрия» В. Сарду — граф де Ризоор
- «Хозяйка гостиницы» К. Гольдони — кавалер Рипафратта
- «Царь Ираклий» Л. Готуа — царь Ираклий
- «Ревизор» Н. Гоголя — Городничий
- «Хевисбери Гоча» А. Казбеги — Хевисбери Гоча
- «Мещане» М. Горького — Тетерев
- «Апракуне Чимчимели» И. Вакели — Апракуне Чимчимели
- «Баня» В. Маяковского — Победоносиков
- «Лиса и виноград» Г. Фигейреду — Эзоп
- «Царь Эдип» Софокла — царь Эдип

### Фильмография
- 1954 — Золотые яблоки — Темриз
- 1962 — Чёрная чайка — эпизод
- 1964 — Закон гор — князь Эристави
- 1965 — Страницы прошлого (киноальманах) (новелла «Миха») — Петре
- 1972 — Старые зурначи
- 1980 — Огарёва, 6 — Михаил Дмитриевич